# Pygocryptus erugatus
Pygocryptus erugatus là một loài tò vò trong họ Ichneumonidae.